# Усад (Владимирская область)
Усад — деревня в Меленковском районе Владимирской области России, входит в состав Ляховского сельского поселения.

## География
Село расположено в 30 км на северо-восток от районного центра Меленки и в 11 км на север от села Ляхи.

## История
Деревня впервые упоминается в окладных книгах 1676 года в составе Верхозерского прихода, в ней было 2 двора помещиковых и 27 дворов крестьянских.
В конце XIX — начале XX века деревня являлась центром Усадской волости Меленковского уезда, с 1926 года — в составе Муромского уезда. В 1859 году в деревне числилось 95 дворов, в 1905 году — 159 дворов, в 1926 году — 284 двора.
С 1929 года деревня являлась центром Усадского сельсовета Ляховского района, с 1954 года — в составе Урвановского сельсовета, с 1963 года — в составе Меленковского района, с 2005 года — в составе Ляховского сельского поселения.  

## Население
| 1859 | 1897 | 1905 | 1926  | 2002 | 2010 | 2021 |
| ---- | ---- | ---- | ----- | ---- | ---- | ---- |
| 504  | ↗828 | ↗990 | ↗1501 | ↘239 | ↘207 | ↘179 |

## Экономика
- ООО «Усадский паточный завод»

## Известные люди
В деревне родился участник Великой Отечественной войны Герой Советского Союза Иван Алексеевич Емельянов.